# Friedrich König (Präses)
Friedrich Adolf König (* 6. Juli 1835 in Witten; † 10. Oktober 1914 in Düsseldorf) war Präses der Westfälischen Provinzialsynode der Evangelischen Kirche Preußens und Superintendent des Kirchenkreises Bochum.

## Leben
Friedrich König wurde als Sohn des Friedrich August König (Pfarrer und Superintendent im Kirchenkreis Bochum) und seiner Frau Julie Hauser geboren. Nach dem Abitur am Gymnasium Gütersloh folgte ein Studium der Theologie an den Universitäten in Bonn und Erlangen mit anschließenden theologischen Examina im Jahre 1859 und 1860. Im Juli 1861 legte er ein Kurz-Pädagogik-Examen ab und wurde am 9. Juli 1863 Rektor der Rektoratschule (Lateinschule) in Kamen. Nach der Ordination und Einführung als Gehilfe seines Vaters wurde er am 21. Mai 1866 in Witten erster Pfarrer an der Johanniskirche. Im Krieg 1870/1871 war König als Lazarettpfarrer in Frankreich eingesetzt. Die Einführung als nebenamtlicher Superintendent des Kirchenkreises Bochum fiel auf den 3. Dezember 1879. Seit 1885 war er Mitglied der Generalsynode der Altpreußischen Union und nach der Wahl vom 25. September 1902 bis 1914 Präses der Westfälischen Provinzialsynode.
König blieb zeit seines Lebens ledig.

## Ehrungen
- 3. August 1906 Verleihung der Ehrendoktorwürde durch die Philosophische Fakultät der Universität Greifswald
- Kriegsdenkmünze für die Feldzüge 1870–71 für Nichtkombattanten
- 1892 Roter Adlerorden IV. Klasse